# Peerdenstraat
De Peerdenstraat is een straat in Brugge.

## Beschrijving
In 1392 werd die straat in documenten als Bachten Goudbetels vermeld en leidde ze naar de Goudbetelsbrug. De naam was ontleend aan de familie Goudbetel. In 1420 had men het over een huus staende Bachten Goudbetels in de Hoochstrate.
Een eeuw later was de familie Goudbetel verdwenen. Het straatje lag rechtover de Riddersstraat en werd stilaan Kleine Riddersstraat genoemd. Maar ongeveer gelijktijdig had men het ook over de 'Peerdestraat' en de 'Peerdebrug':
- 1542: een huus in 't Cleen Rudderstraetkin by Goudbetelsbrugghe
- 1542: t Peerdestraetkin in de Braemberchstrate
- 1543: het Rudderstraetken gheseyt Peerdestraetken.

Over de oorsprong van de naam Peerdenstraat, die uiteindelijk de andere namen verdrong, bestaat discussie. Karel Verschelde meent dat de naam van een huis of het uithangbord van een herberg de oorsprong was. Albert Schouteet had een andere mening. Hij meende dat de naam afgeleid was van de aanwezigheid in de 16de eeuw van paardenverhuurders of 'cavelotters' in de straat:
- 1532: in 't Peerdestraetkin, ten huuse van Silvester vanden Berghe, de peerdeverhuerdere
- 1573: in 't Peerdestraetkin by der Hoochstraete, ten huuse daer Adolf Jacops, cavelottere, te die tijde inne woonde.

De ene uitleg moet niet noodzakelijk de andere tegenspreken, want het kan best dat die paardenverhuurders een uithangbord met een paardenhoofd uithingen.
Bij de herziening van de straatnamen in de jaren 1970 werd het algemeen principe om de namen in hedendaags Nederlands te schrijven, in dit geval niet gevolgd, en werd de ingeburgerde spreek- en schrijfwijze geëerbiedigd. Wel werd de meervoudsvorm verkozen.
De Peerdenstraat loopt van de Hoogstraat naar de Predikherenstraat. Halverwege overschrijdt de Peerdenstraat de Groenerei via de Peerdenbrug.

## Literatuur

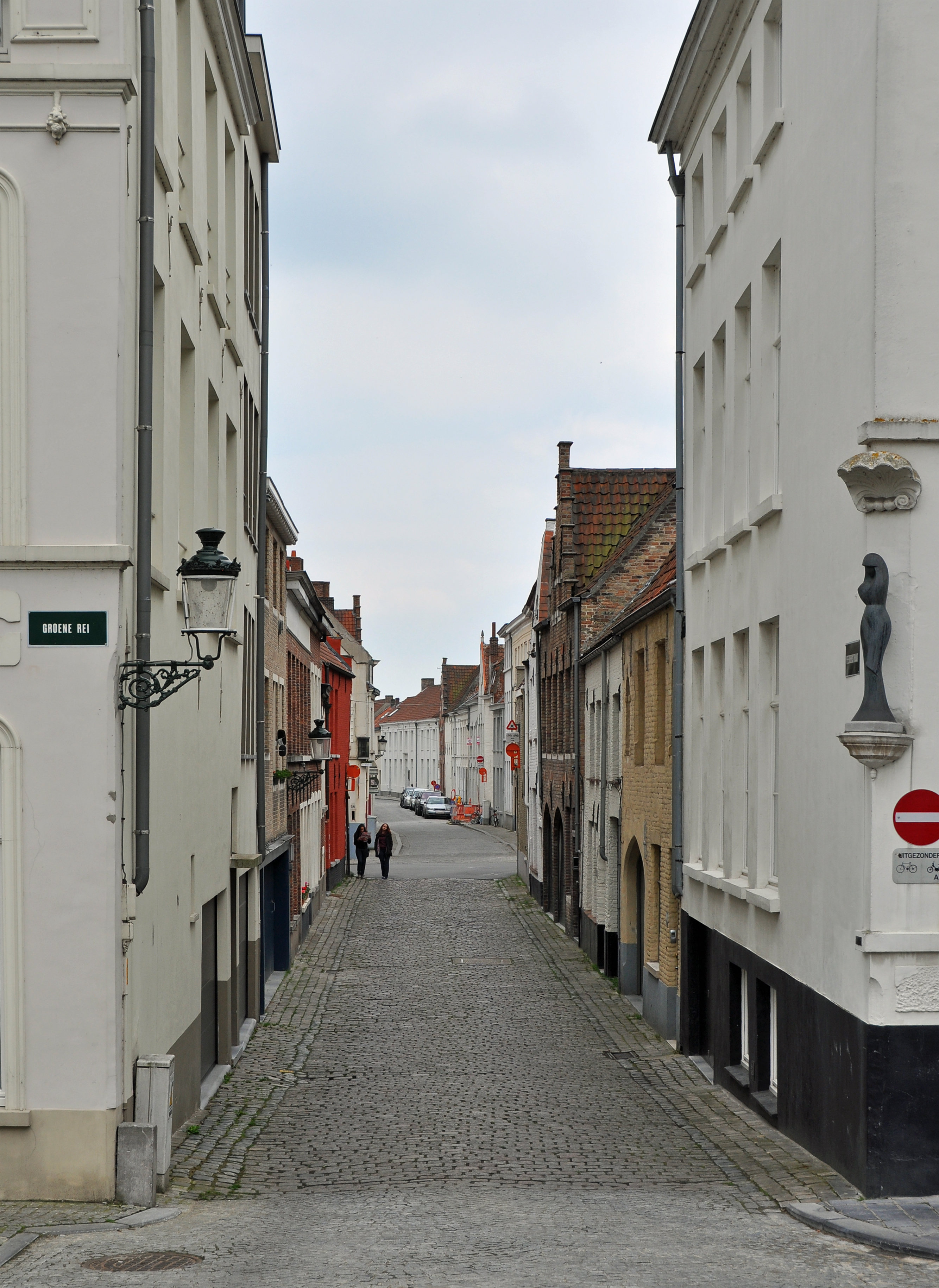
De Peerdenstraat ten zuiden van de Peerdenbrug; op de achtergrond: de Zwarte Leertouwersstraat
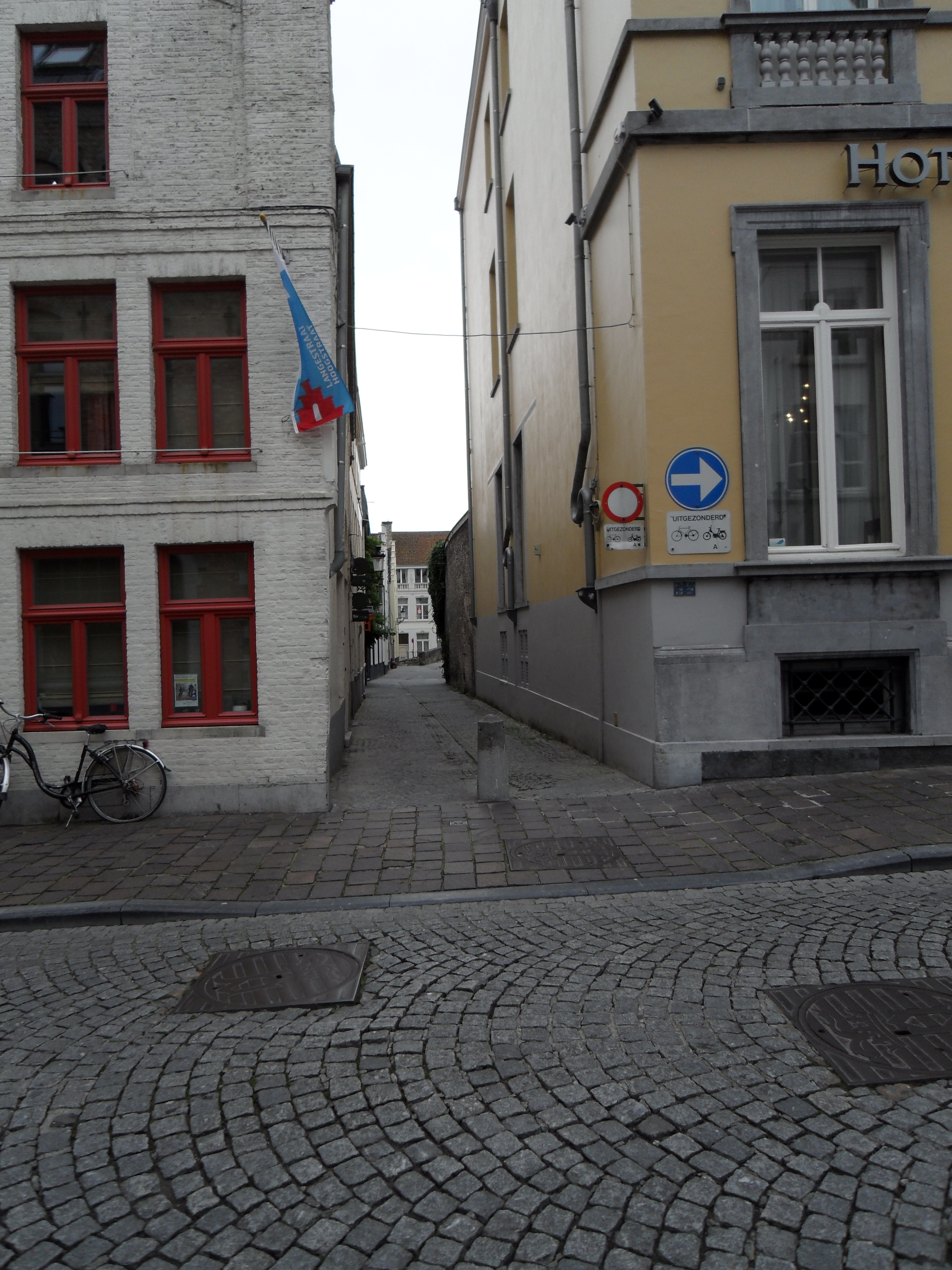
De Peerdenstraat vanaf de Hoogstraat
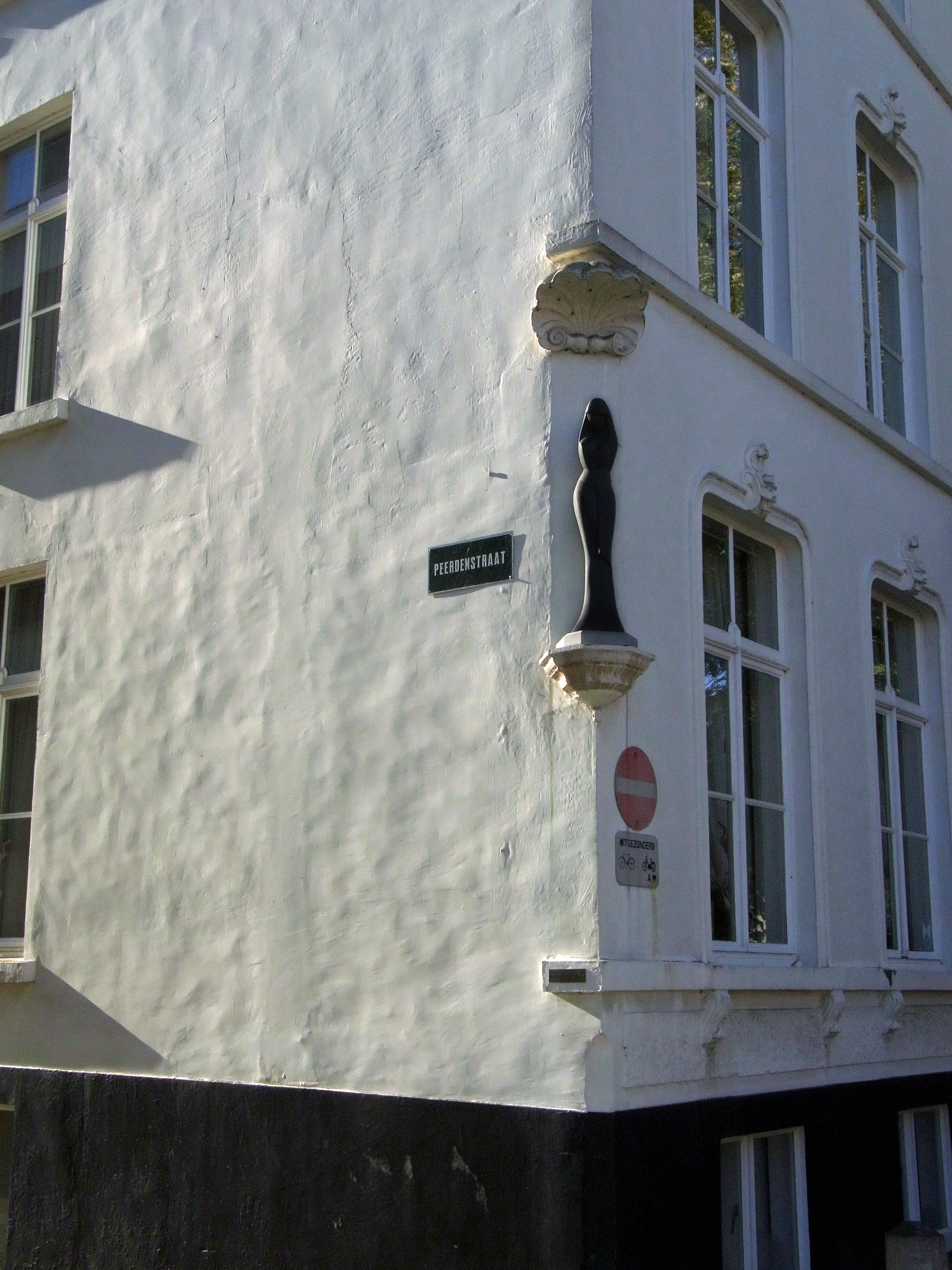
Mariabeeldje op de hoek van Groenerei en Peerdenstraat